# Offensiva di Sventiany
L'Offensiva di Sventiany fu un'operazione militare intrapresa dalla 10. Armee tedesca contro la 10ª Armata russa, nell'ambito degli scontri che furono combattuti sul Fronte orientale durante la prima guerra mondiale.

## Le forze in campo
Il 9 settembre 1915, quattro divisioni di cavalleria tedesche, rinforzate poi il 13 settembre da altre due, si inserirono in un varco tra le difese russe e dispiegarono un attacco per attaccare la retroguardia della 10ª Armata.

## La battaglia
Il 9 settembre i Tedeschi ruppero la difesa russa e sei divisioni di cavalleria si infiltrarono tra le linee nemiche. In seguito, tuttavia, l'attacco tedesco, privo di fanteria e di artiglieria di supporto, si indebolì e tra il 15 ed il 16 settembre fu fermato dalla neonata 2ª Armata russa. I combattimenti proseguirono per un paio di giorni, ma alla fine la breccia fu chiusa.